# بیداری برای سه روز
بیداری برای سه روز فیلمی به کارگردانی مسعود امینی تیرانی محصول سال ۱۳۹۲ است.
این فیلم در تاریخ ۱۳ مهر ۱۳۹۲ در گروه هنر و تجربه اکران شد.

## خلاصه داستان
پرویز پرستویی و سهیلا گلستانی تصمیم می‌گیرند سه روز بیدار بمانند و همزمان به کارهای عادی خود بپردازند.

## بازیگران
- پرویز پرستویی
- سهیلا گلستانی